# Davide Fontolan
Davide Fontolan (ur. 24 lutego 1966 w Garbagnate Milanese) – włoski piłkarz, występujący podczas kariery na pozycji lewego pomocnika.

## Kariera klubowa
Karierę piłkarską Davide Fontolan rozpoczął w czwartoligowym klubie AC Legnano w 1983 roku. W tym samym roku awansował z Legano do Serie C1 i występował w nim do 1986 roku, w którym przeszedł do występującej w tej samej klasie rozgrywkowej Parmy. W 1987 przeszedł do drugoligowego Udinese Calcio, a po roku do występującej w tej samej klasie rozgrywkowej Genoi. Z Genoą awansował do Serie A w 1989 roku. Dobra gra w klubie z Genui zaowocowała transferem do czołowej drużyny Włoch - Interu Mediolan w 1990 roku.
W Interze Fontolan zadebiutował dopiero w rok od przyjścia 27 sierpnia 1991 w wygranym 1-0 meczu z Casertaną w Pucharze Włoch. Przez cały okres gry w Interze Fontolan miał pewne miejsce w składzie Interu. Ostatni raz w barwach Interu zagrał 24 maja 1996 roku w meczu ligowym z Romą. Z Interem zdobył Puchar UEFA 1994 i wicemistrzostwo Włoch 1993. Ostatni raz w Interze zagrał 23 maja 2000 w meczu barażowym o udział w Lidze Mistrzów z Parmą. Ogółem w barwach Interu wystąpił w 160 meczach (127 w lidze, 13 w europejskich pucharach oraz 20 w Pucharze Włoch) i strzelił 16 bramek (11 w lidze, 3 w Pucharze UEFA oraz 2 w Pucharze Włoch).
W 1996 roku przeszedł do ówczesnego beniaminka Serie A - Bologny. W Bologni występował przez cztery lata do 2000 roku. W 1998 roku wygrał z Bologną Puchar Intertoto, pokonując w spotkaniach Ruch Chorzów. W 2000 przeszedł do drugoligowego Cagliari Calcio, w którym zakończył karierę w 2001 roku.

## Kariera reprezentacyjna
Davide Fontolan w 1993 i 1994 roku był w kręgu zainteresowania selekcjonera reprezentacji Włoch Arrigo Sacchiego. Był do niej nawet powołany 1993 roku, lecz nie zagrał w niej w oficjalnym meczu.